# برتی کوزیچ
برتی کوزیچ (انگلیسی: Bertie Cozic؛ زادهٔ ۱۸ مهٔ ۱۹۷۸) بازیکن فوتبال اهل فرانسه است.
از باشگاه‌هایی که در آن بازی کرده‌است می‌توان به باشگاه فوتبال چلتنهام تاون، باشگاه فوتبال اکستر سیتی، باشگاه فوتبال تیورتون تاون، باشگاه فوتبال کیدرمینستر هاریرس، باشگاه فوتبال نورث‌همپتون تاون، باشگاه فوتبال هرفورد یونایتد، و باشگاه فوتبال آلدرشات تاون اشاره کرد.